# リトアニア産業連盟
リトアニア産業連盟（リトアニアさんぎょうれんめい、リトアニア語: Lietuvos pramonininkų konfederacija、略称: LPK）は、リトアニアの大企業の経営者によって構成される経済団体。日本語文献においてはリトアニア工業連盟やリトアニア産業者連合体とも訳される。ロビー団体として政府や国会に対して影響力を有している。
国内の各地域や業界別の経済団体を傘下としている。連盟への加盟は強制ではなく、それぞれの意志によるものとされる。リトアニアの国民総生産 (GNP) の約6割はこの連盟に加盟している団体が生み出している。

## 歴史
リトアニア産業連盟は、1930年に設立されたリトアニア人商業、工業、手工業連合（Lietuvių prekybininkų, pramonininkų ir amatininkų sąjunga）を前身としている。同連合は1933年にリトアニア人実業連合（Lietuvių verslininkų sąjunga、略称: LVS）に改称された。1936年にはリトアニア人商業、工業、手工業連合（リトアニア人実業連合）（Lietuvių prekybininkų, pramonininkų ir amatininkų sąjunga (Lietuvių verslininkų sąjunga)）に改称された。当時の名称は「リトアニア」（Lietuva）という国名ではなく「リトアニア人」（lietuviai）という民族名を冠しており、正会員は民族的リトアニア人に限定されていた。そのため、他の経済団体と比べて「民族主義的傾向を強く帯びた団体」であったと指摘される。「リトアニア人のためのリトアニア」をスローガンとしていた。
1932年に機関紙『ヴェルスラス』（Verslas、「実業」の意）を創刊した。同紙の発行部数は約2,000部から10,000部であった。なお、当時の『ヴェルスラス』には反ユダヤ主義的傾向を帯びた記事が多く掲載されており、同紙が両大戦間期のリトアニアで反ユダヤ主義を広げた最も有名な機関紙であったと指摘される。また、1934年に『アマティニンカイ』（Amatininkai、「手工業者」の意）を創刊した。いずれも1940年まで発行が続けられた。
同連合は、1940年にリトアニアがソ連に併合され全企業が国営化されたことにより活動を停止した。
1989年6月17日、リトアニア産業協会（Lietuvos pramonininkų asociacija）として再設立され、その後現在のリトアニア産業連盟（Lietuvos pramonininkų konfederacija）に改称した。

## 歴代会長
- 1989年 - 1990年：リムヴィーダス・ヤシナヴィチュス（リトアニア語版） (Rimvydas Jasinavičius)
- 1990年 - 1993年：アルギマンタス・マトゥレヴィチュス（リトアニア語版） (Algimantas Matulevičius)
- 1993年 - 2011年：ブロニスロヴァス・ルビース（リトアニア語版） (Bronislovas Lubys)
- 2012年 - 2020年：ロベルタス・ダルギス（リトアニア語版） (Robertas Dargis)
- 2020年 - ：ヴィドマンタス・ヤヌレヴィチュス (Vidmantas Janulevičius)